# Haunsfeld

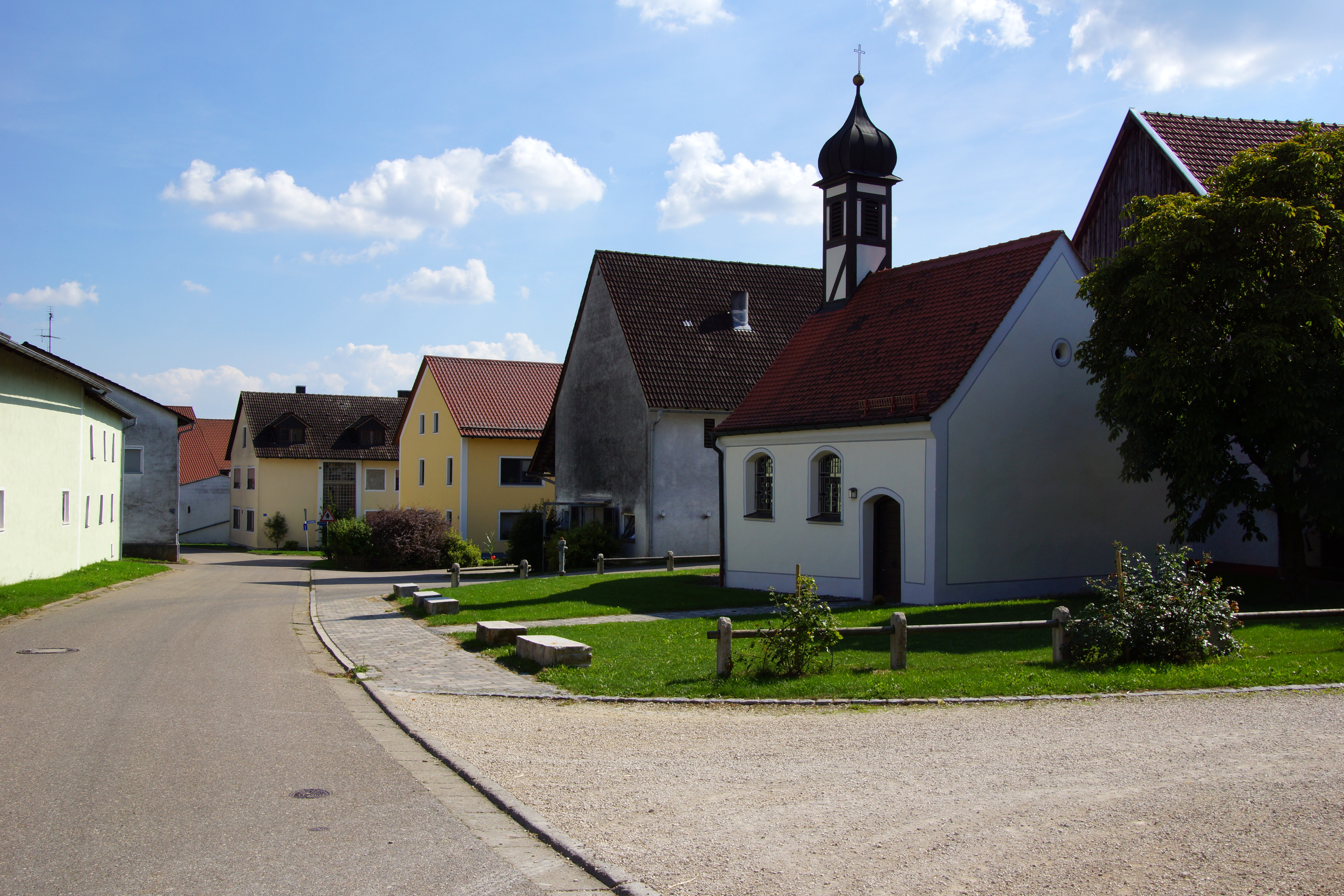
Ortsmitte mit der Dorfkapelle „Kostbares Blut Christi“

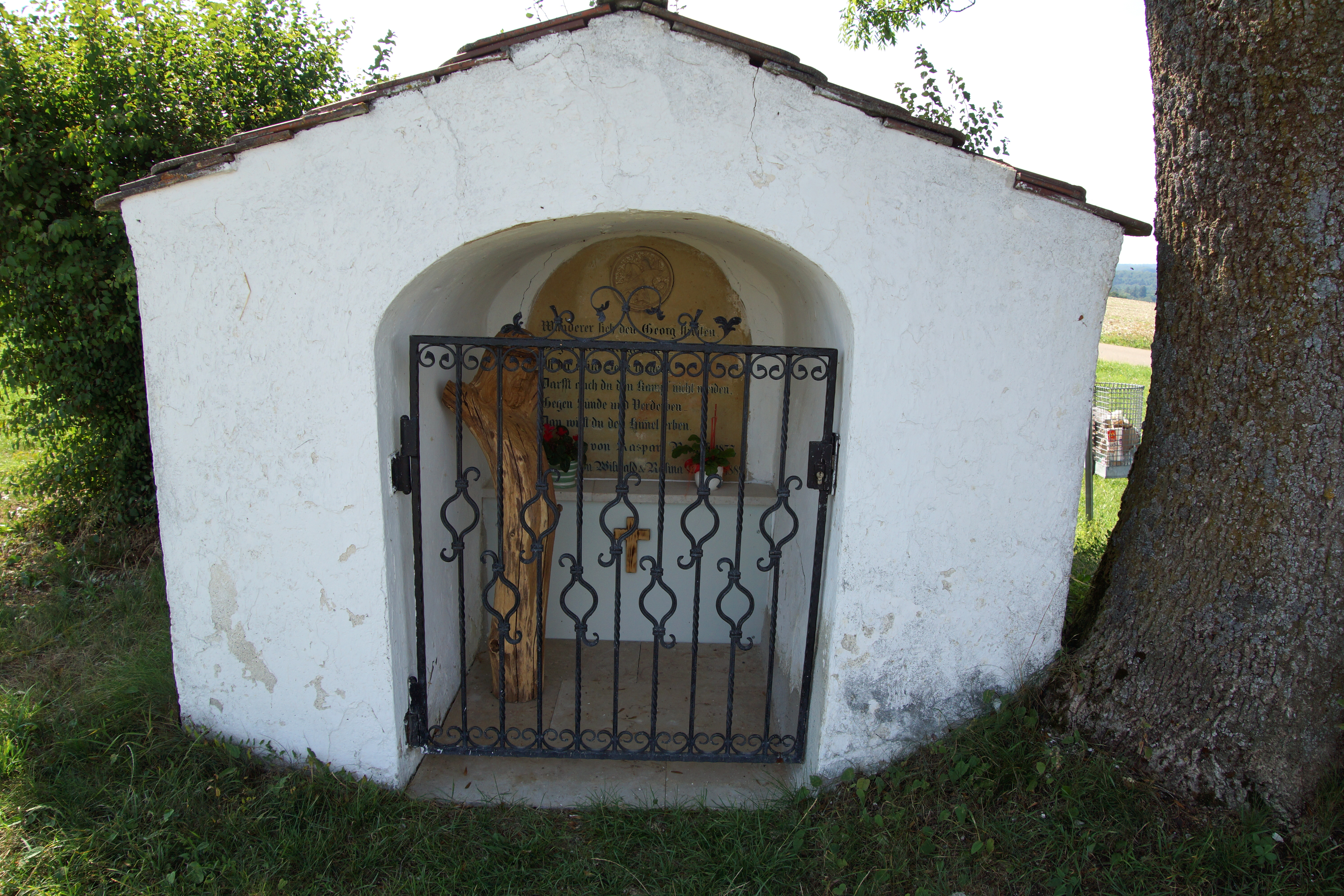
Kapelle bei Haunsfeld, dem hl. Georg gewidmet

Haunsfeld (Bayrisch "Haunsföd" ) ist ein Gemeindeteil des Marktes Mörnsheim im oberbayerischen Landkreis Eichstätt in Bayern. Das Dorf liegt auf dem Juraplateau 563 Meter über NHN.

## Geschichte
In der Flur von Haunsfeld hat man Grabhügelfelder aus der Bronzezeit festgestellt. Auch wurde prähistorisch Eisenerz abgebaut. Den Ortsnamen deutete man als Rodungsnamen („Feld des Waldhaues“); eine andere Deutung sieht in ihm den Personennamen „Hûn“. Eine weitere Deutung bringt den Ortsnamen mit den zahlreichen Hügelgräbern (Gräber von Hünen) in der Ortsflur in Verbindung.
Der Ort wurde im späten 11. Jahrhundert im Schenkungsbuch des Klosters St. Emmeram in Regensburg als „Hunesvelt“ erwähnt. 1316 erwarb der Ritter Sifrit/Seifried von Otting zu Mörnsheim unter anderem die Taferne Haunsfelds von der bischöflichen Veste Mörnsheim. Aus dem Jahre 1412 hat sich eine Ehehaftsordnung erhalten. Um 1720 erbaute die Gemeinde auf ihre Kosten eine Marienkapelle; ein Vorgängerbau bestand schon vor 1684. 1779 entstand ein vergrößerter Neubau auf dem Grund eines Dollsteiner Pfarrangehörigen. Eine Renovierung erfolgte 1905; 1937 kam ein Altar von (Georg?) Saumweber, Günzburg, in die Kapelle, so dass mit der Weihe am 4. Juli 1937 dort auch die Messe gelesen werden konnte. 1797 war Haunsfeld ein Ort mit 15 Häusern, wovon neun dem Pflegamt Mörnsheim und vier Höfe und zwei Sölden dem Pflegamt Dollnstein gehörten; erst 1876 wurden die Dollnsteiner Familien auf eigenen Wunsch nach Mörnsheim umgepfarrt. Am Ende des Alten Reiches bestand der Ort aus 14 Anwesen, die bis auf den der Pfarrei Mörnsheim gehörenden Widemhof dem fürstbischöflichen Kastenamt Dollnstein unterstanden. Die Hochgerichtsbarkeit und die Dorf- und Gemeindeherrschaft nahm das fürstbischöfliche Pflegamt Dollnstein wahr.
Infolge der Säkularisation des Hochstiftes Eichstätt kam Haunsfeld zunächst 1802 zum Großherzogtum Toskana des Ferdinand III. Im Königreich Bayern (1806) wurde der Ort zusammen mit dem Groppenhof und Ried im Wellheimer Tal dem Steuerdistrikt Dollnstein im Landgericht und Rentamt Eichstätt zugewiesen. Mit dem Gemeindeedikt von 1818 wurde Haunsfeld eine Gemeinde. Um 1820, als Haunsfeld zum Leuchtenbergischen Fürstentum Eichstätt gehörte, bestand der Ort aus 17 Häusern mit 20 Familien und 88 Einwohnern. Um 1900 war die Zahl der Einwohner in unverändert 17 Wohngebäuden auf 115 angewachsen.
1950 hatte Haunsfeld ohne Groppenhof und Ried 129 Einwohner in 20 Anwesen. Zunächst im mittelfränkischen Landkreis Eichstätt gelegen, wurde am 1. Januar 1971 Haunsfeld im Zuge der Gebietsreform in Bayern in den Markt Mörnsheim eingemeindet; die Ortsteile Groppenhof und Ried wurden nach Dollnstein umgegliedert. Das bäuerliche Dorf hatte 1983 zehn Vollerwerbs- und fünf Nebenerwerbsbetriebe; eine Flurbereinigung fand 1969 bis 1979 statt.

## Religion
Haunsfeld gehört zur katholischen Pfarrei Sankt Anna in Mörnsheim des Bistums Eichstätt. 1937 wohnten dort 99 Katholiken. Teile von Haunsfeld gehörten von altersher zur Pfarrei Dollnstein, vor 1876 waren es sieben Häuser.

## Baudenkmäler
Zwei ehemalige Haunsfelder Kleinbauernhöfe, bezeichnet 1706 und 1712, sind in die Bayerische Denkmalliste eingetragen, ebenso die Ortskapelle und sieben Bildstöcke, die bis ins 16. Jahrhundert zurückreichen. Siehe Liste der Baudenkmäler in Hausnfeld.

## Vereine
- Freiwillige Feuerwehr Haunsfeld, gegründet 1895[18]